# Crossover Office
CrossOver Office är en kommersiell version av Wine som marknadsförs och säljs av CodeWeavers. Wine är en fri implementation av Windows API som gör det möjligt att köra vissa Windowsprogram under GNU/Linux, BSD och Solaris på x86. Affärsidén för CrossOver Office är att tillhandahålla en mer välputsad version av Wine, med ett grafiskt installationsverktyg och garanterat stöd för många vanliga applikationer, såsom Microsoft Office och andra vanliga program. Företaget erbjuder även teknisk support samt hjälp att konvertera Windows-applikationer till Linux med hjälp av Winelib. CodeWeavers har bland annat samarbetat med Disney för att migrera medarbetare till Linux, något som enligt dem inneburit stora besparingar.
CodeWeavers har starka band med Wine och har flera av utvecklarna på sin lönelista, inklusive Alexandre Julliard som har varit huvudansvarig för projektet i många år. Källkoden som utvecklas hos CodeWeavers bidras tillbaka till Wine.